# 天久りうぼう楽市
天久りうぼう楽市（あめくりうぼうらくいち）は、沖縄県那覇市天久にあるリウボウストアが運営する複合商業施設である。

## 概要
所在地である那覇市天久の新都心地区は、第二次世界大戦後の1953年に米軍の住宅地の建設を目的に、強制接収され、1987年に全面返還され造成された都市域である。
同施設は約300メートルの長さを持つ2棟からなるオープンモールで構成される。西棟（国道58号側）に天久りうぼう、スポーツデポなどが、東棟（おもろまち駅側）にユニクロ、ベスト電器などが入居している。住所は西棟が天久1丁目2番地、東棟が天久1丁目1番地となっている。キーテナントである食料品を扱う天久りうぼうは24時間営業である。
同施設に入居するレストランのびっくりドンキー（アレフ：札幌市）は、石垣エスエスグループ（石垣市）のフランチャイズによる運営である。2000年2月に同施設への出店を発表し、開業と同時に沖縄進出を果たした。また、スポーツデポも同施設が沖縄1号店である。
開業当時、同施設を運営するリウボウグループが、西友と資本関係にあったことから、スーパーマーケットを中核に構成するネイバーフッド型ショッピングセンターである「西友楽市」の形態に類似している。

## 沿革
- 1999（平成11）年4月2日 - 「りうぼう天久タウン（仮称）」の出店を発表[4]。
- 2000（平成12）年10月6日 - 「天久りうぼう楽市」開業。
- 2007年（平成19）年
  - 2月9日 - 住民票や印鑑登録証明書などを交付する自動交付機が天久りうぼうに設置。民間施設への設置は沖縄県内では初めて（のちに撤去）。
  - 10月1日 - 「レジ袋有料化実証実験」により、同日よりレジ袋を有料化（現在は県内全域で導入済み）。
- 2015（平成27）年1月28日 - 中核店舗の天久りうぼうが他店に先駆けて生鮮食品の品揃えを拡充した新ブランド「RYUBO FOOD MARKET」にリニューアル[5]。これに合わせ、西棟を中心にテナント部分を含む大規模な改装が施された。

## 主要店舗

### 西棟
- 天久りうぼう - 24時間営業
- ダイソー[注 2]（リウボウストアが運営） - 24時間営業
- スポーツデポ - 沖縄進出1号店
- auショップ

### 東棟
- ベスト電器
- ユニクロ
- 無印良品（リウボウストアが運営） - Tポイント利用可
- カプリチョーザ
- びっくりドンキー - 沖縄進出1号店

### 別館
- マクドナルド
- 沖縄銀行

## アクセス
路線バス
- 合同庁舎前バス停下車、徒歩約2-5分・楽市前バス停（おもろまち駅前広場方面のみ設置）下車、徒歩すぐ
  - 3番・松川新都心線　（那覇バス）
  - 7番・首里城下町（久茂地）線　（沖縄バス）
  - 10番・牧志新都心線　（那覇バス）　※楽市前バス停は通過しない
  - 11番・安岡宇栄原線　（那覇バス）　※那覇新都心経由のみ
  - 21番・新都心具志川線　（琉球バス交通）
  - 200番・糸満おもろまち線　（沖縄バス）
  - 223番・具志川おもろまち線　（琉球バス交通）
  - 227番・屋慶名おもろまち線　（沖縄バス）
  - 228番・読谷おもろまち線　（琉球バス交通・沖縄バス）
  - 235番・志多伯おもろまち線　（沖縄バス）
  - 263番・謝苅おもろまち線　（琉球バス交通）

- おもろまち三丁目バス停下車、徒歩約2-5分・楽市前バス停（浦添方面のみ設置）下車、徒歩すぐ
  - 99番・天久新都心線　（琉球バス交通）

## 備考
開店当時の新聞記事においては店舗数が12店舗となっているが、実際にはキーテナントである天久りうぼうの中にもいくつか専門店が入っており（旅行代理店や飲食店など）、記事内での12店舗にはそれらの店舗は含まれていないと考えられる（開店当日の新聞広告のフロアガイドにはりうぼう内の専門店は掲載されていない。ただし、店舗の紹介はされていた）。

### 注
1. ↑  実際には、「東棟」「西棟」という呼称はされていないが、当記事では位置関係を分かりやすく説明するため、便宜上この呼称を用いている。
2. ↑  なお、店頭看板は「ザ・生活百円館」が掲げられている